# 小松ひとみ
小松 ひとみ（こまつ ひとみ、1956年 - ）は秋田県出身の写真家。北東北の自然を題材とした風景写真を中心に、風俗や文化など幅広く活動している。秋田県立角館南高等学校卒業。バスケットボール実業団出身というカメラマンとしては変わった経歴を持つ。

## 経歴
- 1956年  秋田県仙北郡角館町（現仙北市）に生まれる。
- 1974年  秋田県立角館南高等学校卒業、 ユニチカに勤務。ユニチカではバスケットボール部に在籍。1年後輩に福井美恵子がいた。
- 1983年  黎明舎に転職し、千葉克介に師事
- 1995年  初の写真集「光彩」を(株)カッパンプランより出版
- 1999年  小松ひとみ写真事務所を設立し、独立。

## 表紙を飾ったことのある雑誌
- 旅の手帖
- 旅 (雑誌)